# 琼堆寺
琼堆寺，位于中国西藏自治区日喀则市萨迦县雄麦乡琼堆村东，是一座藏传佛教萨迦派寺院。

## 简介
根据记载，琼堆寺是鄂巴·贡嘎桑布（1382年－1456年）于15世纪创建，属于萨迦派。文化大革命期间，该寺被毁灭，此后沦为一片废墟。
在2005年考古发掘的基础之上，2006年5月至10月，陕西省考古研究所受西藏自治区文物局委托，在西藏文物保护研究所、萨迦寺维修工程指挥部的帮助下，对萨迦北寺遗址继续发掘及调查，同时还对萨迦寺的属寺琼堆寺遗址进行了调查。琼堆寺遗址每个区均环绕着高大的围墙，围墙外均有人工挖成的壕堑。琼堆寺遗址1区以吐旺拉康、杜康为主体；2区以强巴拉康为主体；3区以崩钦大塔为主体。琼堆寺遗址的建筑颇具特色，吐旺拉康三面环绕着礼拜道，墙体厚1.7米，留有早期佛堂建筑特点；崩钦大塔平面呈“亚”字形坛城状，内有大量佛堂，根据调查该塔原有9层，结构和白居寺的“十万佛塔”类似。